# ピール川 (カナダ)

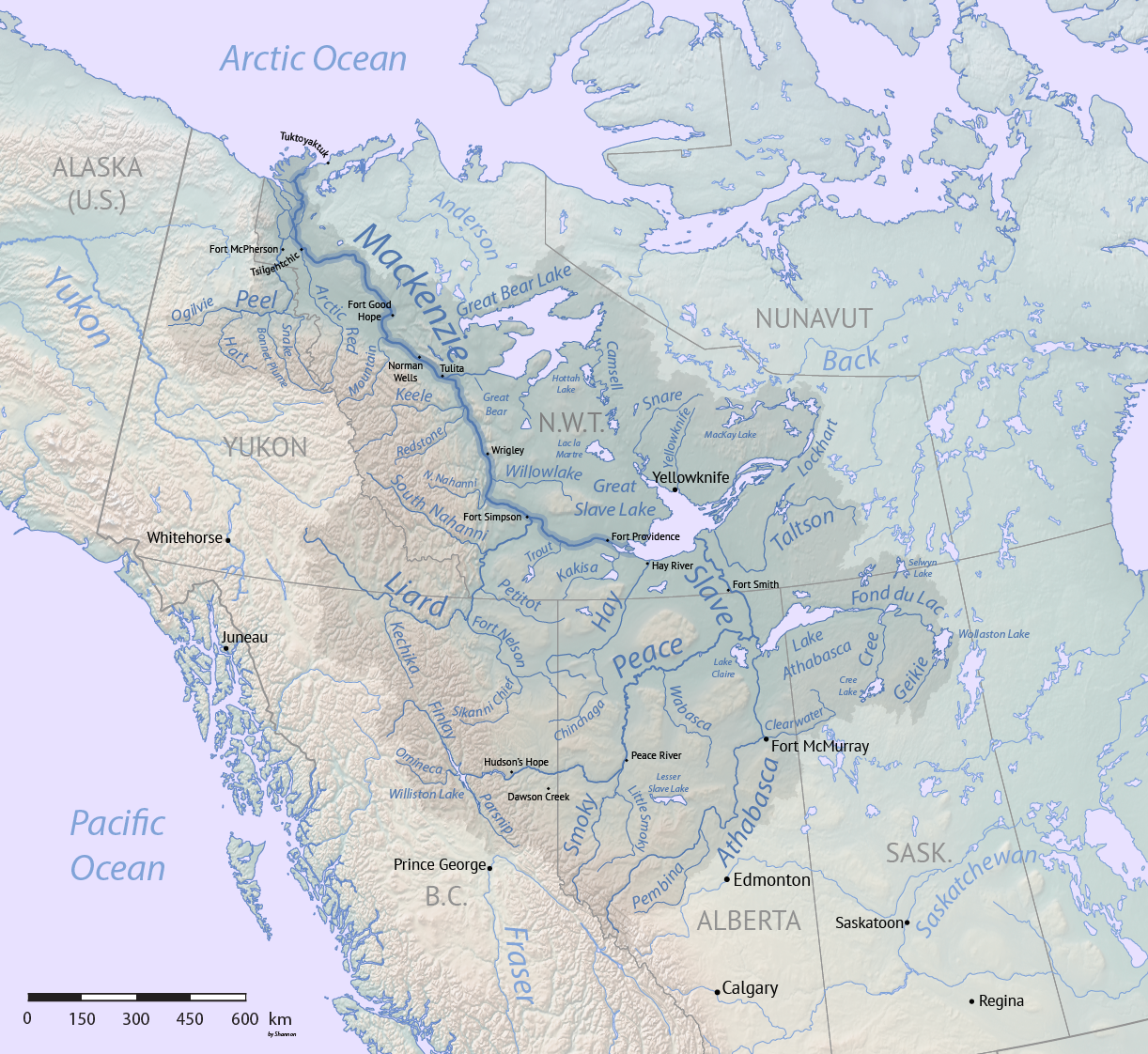
マッケンジー川流域

ピール川 (ピールがわ、Peel River) はマッケンジー川の支流。カナダ、ユーコン準州およびノースウエスト準州を流れる。ユーコン準州中央、オーグルビー山脈 (Ogilvie Mountains) 内、オーグルビー川とブラックストーン川との合流によりはじまる。
支流には上述の二つの他、ハート川、ウィンド川、ボネット・プルーム川 (Bonnet Plume River)、スネーク川がある。
ピール川はマッケンジー川デルタにおいてマッケンジー川に合流する。また、ピール川の分流はマッケンジー川の分流を集める水路の上流部となっている。
フォート・マクファーソン (Fort McPherson) において、デンプスター・ハイウェイ (Dempster Highway) が、夏季はフェリーにより、冬季は氷の橋によってピール川を横断している。フォート・マクファーソンはピール川沿いで唯一の町である。